# Хан-Хэнтэйский заповедник
Хан-Хэнтэйский заповедник или заповедник «Хан-Хэнтий» - строго охраняемая природная территория площадью 12 270 кв. км. Заповедник был организован благодаря постановлению правительство Монголии в 1992 году в Хэнтэйском аймаке. На территории Хан-Хэнтэйского заповедника находятся верховья р. Онон. До получения статуса национального парка в 1993 года в состав заповедника входила охраняемая территория Горхи-Тэрэлж, с ним заповедник граничит на юге. Онон-Бальджинский национальный парк также являлся филиалом Хан-Хэнтэйского заповедника и обрёл самостоятельность с 2007 г. На территории заповедника находится горячий источник "Халун-Усны-Аршан".
Хан-Хэнтэйский заповедник расположен в Хентэйских горах у границы с Россией. На территории России планировалось создать заповедник (или национальный парк) на юге Забайкальского края в Красночикойском районе, примыкающий к территории Хан-Хэнтэйского заповедника в Монголии так, чтобы они вместе образовывали единую трансграничную Хэнтэйскую ООПТ. Другой план создания Международной трансграничной особо охраняемой территории под названием «Истоки Амура» включает Хан-Хэнтэйский заповедник и Онон-Бальджинский национальный парк в Монголия и Сохондинский заповедник в России . Договор о сотрудничестве с Сохондинским заповедником был подписан ещё в 2005 г в Улан-Баторе.
В заповеднике обитает более 50 видов млекопитающих, более 220 видов птиц (Болд, 1999) и 1100 видов растений. Среди них немало редких и исчезающих видов. Заповедник входит в международную сеть по охране дрофы.
Скотоводство и туризм жестко контролируется, а охота и звероловство запрещены. Тем не менее бюджет на поддержание охраны весьма невелик. Доходы от туризма в заповеднике (совместно с национальным парком «Горхи-Тэрэлж») по данным 2010 года достигали примерно 30 млн тугриков (около 650 тыс. руб.) в год.
В 2009 году три пожара, на стыке границ аймаков Сэлэнгэ, Хэнтий и Тув, также в сомоне Батширээт аймака Хэнтий и в сомоне Эрдэнэ аймака Тув проникли вглубь заповедника. В 2002 году положение с пожарами в заповеднике было оценено, как самое сложное в стране. Пожары возникли на заповедной территории в труднодоступных местах на высоте 2,5 тыс м над уровнем моря, при этом их никто не тушил.

## Заповедник и история Монголии
На территории этого заповедника находится священный хребет Бурхан-Халдун. Бурхан-Халдун тесно связан с именем Чингисхана. В древнем памятнике средневековой монгольской литературы «Сокровенное сказание монголов» сказано, что на Бурхан-Халдун прикочевали предки Чингисхана Бортэ-Чино и Гоа-Марал. На этом хребте юный Темучжин (таково было имя Чингисхана до провозглашения его ханом) прятался от меркитов, смертельных врагов его рода. Темучжин поднялся на эту покрытую лесом вершину, когда меркиты пришли к его кочевью. Враги преследовали через чащи и болота, где «сытому змею и не проползти», но не нашли Темучжина, спустились вниз, захватили любимую его жену Бортэ-учжин и ускакали прочь. Согласно преданию, Темучжин после этого сказал: «Жалея одну лишь жизнь свою, на одном-единственном коне, бредя лосиными бродами, отдыхая в шалаше из ветвей, взобрался я на Халдун. Бурхан-Халдуном защищена жизнь моя, подобная ласточке. Великий ужас я испытал. Будем же каждое утро поклоняться ей [то есть горе] и каждодневно возносить молитвы. Да уразумеют потомки потомков моих!» Затем он повернулся лицом к солнцу, повязал свой пояс на шею, снял шапку, обнажил грудь, девятикратно поклонился солнцу и совершил кропление и молитву. По преданию с той поры хребет Бурхан-Халдун стал священным. Одно из предполагаемых мест нахождения могилы Чингизхана — на Бурхан-Халдуне.

## Директора
- г-жа Данжа (2005)[2].